# 1990-es labdarúgó-világbajnokság (döntő)
Az 1990-es labdarúgó-világbajnokság döntőjét a római Olimpiai Stadionban rendezték, amely 1990. július 8-án helyi idő szerint 20 órakor kezdődött. A mérkőzés két résztvevője az akkor egyaránt korábbi kétszeres világbajnok NSZK és Argentína volt. Mindkét csapat a harmadik világbajnoki címéért játszott. A találkozó győztese nyerte a 14. labdarúgó-világbajnokságot.
A mérkőzést 1–0-ra nyerte az NSZK, Andreas Brehme 85. percben szerzett tizenegyesgóljával. Brazília és Olaszország után az NSZK lett a harmadik olyan csapat, amely három világbajnokságot nyert.

## Történelmi érdekességek
A világbajnokságok döntőinek történetében először fordult elő, hogy egy korábbi döntő résztvevői találkozzanak egymással, ráadásul épp a négy évvel korábbi, 1986-os döntő „ismétlődött” meg. 1990-ig bezárólag ezen a vb-döntőn született a legkevesebb gól. Szintén először fordult elő, hogy az egyik csapat ne szerezzen gólt. Először állítottak ki játékost vb-döntőben. Ez volt az első olyan alkalom, amikor egy európai csapat egy Európán kívüli csapat ellen nyert a vb-döntőben.
Az NSZK a hatodik vb-döntőjét játszotta, ebből 1990-ben egymás után a harmadikat (1982 és 1986 után), amelyek 1990-ben szintén rekordok voltak. A hat döntőből a német csapat hármat nyert meg.
Mario Zagallo után Franz Beckenbauer is immáron játékosként (1974) és szövetségi kapitányként is vb-t nyert.

## Út a döntőig

### Eredmények
| Csapat                  | M | Gy | D | V | G+ | G– | Gk | P |
| ----------------------- | - | -- | - | - | -- | -- | -- | - |
| NSZK                    | 3 | 2  | 1 | 0 | 10 | 3  | +7 | 5 |
| Jugoszlávia             | 3 | 2  | 0 | 1 | 6  | 5  | +1 | 4 |
| Kolumbia                | 3 | 1  | 1 | 1 | 3  | 2  | +1 | 3 |
| Egyesült Arab Emírségek | 3 | 0  | 0 | 3 | 2  | 11 | –9 | 0 |

| Csapat      | M | Gy | D | V | G+ | G– | Gk | P |
| ----------- | - | -- | - | - | -- | -- | -- | - |
| Kamerun     | 3 | 2  | 0 | 1 | 3  | 5  | –2 | 4 |
| Románia     | 3 | 1  | 1 | 1 | 4  | 3  | +1 | 3 |
| Argentína   | 3 | 1  | 1 | 1 | 3  | 2  | +1 | 3 |
| Szovjetunió | 3 | 1  | 0 | 2 | 4  | 4  | 0  | 2 |

## A mérkőzés
| 1990. július 8. 20:00 (UTC+2) |

| NSZK                  | 1–0               | Argentína |
| --------------------- | ----------------- | --------- |
| Brehme 85' (11-esből) | (0–0) Jegyzőkönyv |           |

| Olimpiai Stadion, Róma Nézőszám: 73 603 Játékvezető: Edgardo Codesal Méndez (mexikói) |

| NSZK | Argentína |

| NSZK:                |    |                   |     |     |
|                      |    |                   |     |     |
| GK                   | 1  | Bodo Illgner      |     |     |
| SW                   | 5  | Klaus Augenthaler |     |     |
| RWB                  | 14 | Thomas Berthold   |     | 73' |
| CB                   | 6  | Guido Buchwald    |     |     |
| CB                   | 4  | Jürgen Kohler     |     |     |
| LWB                  | 3  | Andreas Brehme    |     |     |
| CM                   | 8  | Thomas Häßler     |     |     |
| CM                   | 10 | Lothar Matthäus   |     |     |
| CM                   | 7  | Pierre Littbarski |     |     |
| CF                   | 9  | Rudi Völler       | 52' |     |
| CF                   | 18 | Jürgen Klinsmann  |     |     |
| Cserék:              |    |                   |     |     |
| DF                   | 2  | Stefan Reuter     |     | 73' |
| GK                   | 12 | Raimond Aumann    |     |     |
| FW                   | 13 | Karl-Heinz Riedle |     |     |
| MF                   | 15 | Uwe Bein          |     |     |
| MF                   | 20 | Olaf Thon         |     |     |
| Szövetségi kapitány: |    |                   |     |     |
| Franz Beckenbauer    |    |                   |     |     |

| ARGENTÍNA:           |    |                    |         |     |
|                      |    |                    |         |     |
| GK                   | 12 | Sergio Goycochea   |         |     |
| SW                   | 20 | Juan Simón         |         |     |
| CB                   | 18 | José Serrizuela    |         |     |
| CB                   | 19 | Oscar Ruggeri      |         | 46' |
| DM                   | 13 | Néstor Lorenzo     |         |     |
| RM                   | 4  | José Basualdo      |         |     |
| CM                   | 7  | Jorge Burruchaga   |         | 53' |
| CM                   | 21 | Pedro Troglio      | 84'     |     |
| LM                   | 17 | Roberto Sensini    |         |     |
| SS                   | 10 | Diego Maradona     | 87'     |     |
| CF                   | 9  | Gustavo Dezotti    | 5′, 87′ |     |
| Cserék:              |    |                    |         |     |
| FW                   | 3  | Abel Balbo         |         |     |
| DF                   | 5  | Edgardo Bauza      |         |     |
| MF                   | 6  | Gabriel Calderón   |         | 53' |
| DF                   | 15 | Pedro Monzón       | 65′     | 46' |
| GK                   | 22 | Fabián Cancelarich |         |     |
| Szövetségi kapitány: |    |                    |         |     |
| Carlos Bilardo       |    |                    |         |     |

| Partbírók: Armando Pérez Hoyos Michał Listkiewicz |

| Az 1990-es labdarúgó-világbajnokság győztese |
| -------------------------------------------- |
| NSZK 3. cím                                  |